# Open de Rouen
Open de Rouen — жіночій тенісний турнір, який проводиться у Руані, Франція з 2022 року на закритих ґрунтових кортах. Заснований як турнір категорії WTA 125, 2024 року категорію підвищено до WTA 250.

## Фінали

### Одиночний розряд
| Рік                 | Чемпіонка        | Фіналістка       | Рахунок        |
| ------------------- | ---------------- | ---------------- | -------------- |
| ↓ WTA 125 event ↓   |                  |                  |                |
| 2022                | Марина Заневська | Вікторія Голубич | 7–6(8–6), 6–1  |
| 2023                | Вікторія Голубич | Erika Andreeva   | 6–4, 6–1       |
| ↓ Турніри WTA 250 ↓ |                  |                  |                |
| 2024                | Слоун Стівенс    | Магда Лінетт     | 6–1, 2–6, 6–2  |
| 2025                | Еліна Світоліна  | Ольга Данилович  | 6–4, 7–6(10–8) |

### Парний розряд
| Рік                 | Чемпіонки                            | Фіналістки                      | Рахунок       |
| ------------------- | ------------------------------------ | ------------------------------- | ------------- |
| ↓ WTA 125 event ↓   |                                      |                                 |               |
| 2022                | Натела Дзаламідзе Камілла Рахімова   | Дой Місакі Оксана Калашникова   | 6–2, 7–5      |
| 2023                | Maia Lumsden Джессіка Понше          | Бондар Анна Кімберлі Ціммерманн | 6–3, 7–6(7–4) |
| ↓ Турніри WTA 250 ↓ |                                      |                                 |               |
| 2024                | Тімеа Бабош Ірина Хромачова          | Нейкта Бейнз Maia Lumsden       | 6–3, 6–4      |
| 2025                | Александра Крунич Сабріна Сантамарія | Ірина Хромачова Лінда Носкова   | 6–0, 6–4      |